# Dan Quayle
James Danforth Quayle (Indianapolis, Indiana, 4. veljače 1947.) američki je republikanski političar i 44. potpredsjednik Sjedinjenih Američkih Država (1989. – 1993.) pod predsjednikom Georgeom H. W. Bushom. Od 1977. do 1981. godine kao član iz Indiane služio je u Zastupničkom domu SAD-a, a zatim u Senatu od 1981. do 1989. godine.